# Fisiologia do exercício

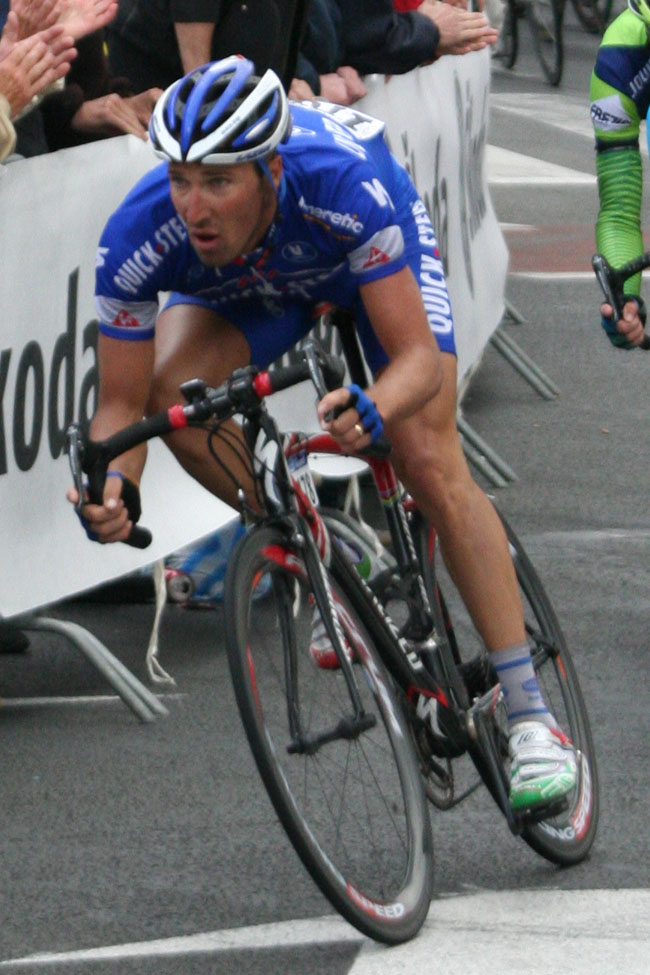
Ciclistas são treinados e assessorados por fisiologistas do exercício para otimizar seus resultados.

A fisiologia do exercício é o estudo da adaptação aguda e crônica da ampla gama de condições aperfeiçoadas pelo exercício físico. É uma área do conhecimento científico que estuda como o organismo se adapta fisiologicamente ao estresse agudo do exercício físico e ao estresse crônico do treinamento físico.
Atualmente, existem diversas universidades que oferecem pós-graduação nesta área, portanto, o conteúdo de estudo é bastante vasto. Os peritos no campo incluem principalmente os graduados em Educação Física, os quais têm se desenvolvido bastante na área em virtude do potencial de auxílio aos atletas a alcançar um melhor desempenho a partir de descobertas em bioquímica, endocrinologia, função cardiopulmonar, hematologia, biomecânica, fisiologia do músculo esquelético, a função do sistema neuroendócrino e nervoso, em nível central e periférico. 